# Xanthodirphia abbreviata
Xanthodirphia abbreviata is een vlinder uit de familie nachtpauwogen (Saturniidae), onderfamilie Hemileucinae.
De wetenschappelijke naam van de soort is voor het eerst geldig gepubliceerd door Becker & Chacon in 2001.